# توبین بل
توبین بل (انگلیسی: Tobin Bell؛ زاده ۷ اوت ۱۹۴۲) بازیگر اهل ایالات متحده آمریکا است. او بیشتر بخاطر بازی در نقش جیگ ساو در فیلم اره شناخته می‌شود.

## اوایل زندگی
بل در کوئینز، نیویورک متولد شد و در ویموث، ماساچوست بزرگ شد. مادر انگلیسی متولد انگلیس او، آیلین جولیا بل توبین، بازیگری بود که در شرکت کوپنسی کار می‌کرد. پدر او متولد آمریکا، جوزف اچ توبین که بود ایرلندی‌تبار، ساخته شده‌است و تأسیس ایستگاه رادیویی WJDA در کوئینسی، ماساچوست، در سال ۱۹۴۷ و یک بار زد برای شهردار گلوورسویل، نیویورک. مادربزرگ مادری بل، جولیا گاندون بل، در کورک، ایرلند متولد شد. بل یک خواهر و یک برادر دارد. بل در دانشگاه، لیبرال و روزنامه‌نگاری را تحصیل کرد، به این منظور که نویسنده شود و وارد عرصه پخش شود. وی همچنین علاقه‌مند به امور زیست‌محیطی است، دارای مدرک کارشناسی ارشد در رشته علوم زیست‌محیطی از دانشگاه ایالتی مونتکلر و همچنین کار در باغ گیاه‌شناسی نیویورک. او اعتبار سمینار هیوم کرونین و جسیکا تندی را در دانشگاه بوستون الهام بخش او برای شروع کار بازیگری می‌داند.
بل بعد از اکتورز استودیو جایی که او با مورد مطالعه پیوست لی استراسبرگ و الن برستین، و پیوست سانفورد Meisner را محله تاتر. او در اواخر دهه ۱۹۷۰ و اوایل دهه ۱۹۸۰ در بیش از ۳۰ فیلم از جمله فیلم‌های وودی آلن (منهتن) و مارتین اسکورسیزی در نقش‌های زمینه ای بازی کرد، در حالی که در برادوی نیز بازی می‌کرد. بل گفت که دیگر بازیگران استودیوی بازیگران فکر می‌کردند که انجام کارهای ایستاده و پس زمینه «احمقانه یا تحقیرآمیز» است، اما او هرگز چنین احساسی نداشت.

## زندگی شخصی
بل ازدواج کرده و دو پسر دارد. سرگرمی‌های دیگر او شامل پیاده‌روی و نواختن گیتار است.

## فیلم‌شناسی
از فیلم‌ها یا برنامه‌های تلویزیونی که وی در آن نقش داشته‌است می‌توان به آثار زیر اشاره کرد.

### فیلم سینمایی
| سال  | عنوان                                   | نقش                    | یادداشت                    |
| ---- | --------------------------------------- | ---------------------- | -------------------------- |
| ۱۹۷۹ | منهتن                                   | Man on Street          | بدون اعتبار                |
| ۱۹۸۱ | داستان‌های جنون معمولی                   | Bar Patron             | بدون اعتبار                |
| ۱۹۸۲ | انتخاب سوفی                             | Reporter               | Credited as 'Joseph Tobin' |
| ۱۹۸۲ | حکم                                     | Courtroom Observer     | بدون اعتبار                |
| ۱۹۸۲ | توتسی                                   | Waiter                 | بدون اعتبار                |
| ۱۹۸۳ | Svengali                                | Waiter                 | بدون اعتبار                |
| ۱۹۸۵ | Turk 182!                               | Sergeant on Bridge     | Credited as 'Joseph Tobin' |
| ۱۹۸۸ | میسیسیپی می‌سوزد                         | Agent Stokes           |                            |
| ۱۹۸۹ | مردی بی‌گناه                             | Zeke                   |                            |
| ۱۹۹۰ | False Identity                          | Marshall Errickson     |                            |
| ۱۹۹۰ | Loose Cannons                           | Gerber                 |                            |
| ۱۹۹۰ | رفقای خوب                               | Parole Officer         |                            |
| ۱۹۹۲ | روبی                                    | David Ferrie           |                            |
| ۱۹۹۳ | نقطه جوش                                | راث                    |                            |
| ۱۹۹۳ | شرکت                                    | The Nordic Man         |                            |
| ۱۹۹۳ | در خط آتش                               | Mendoza                |                            |
| ۱۹۹۳ | عناد                                    | Earl Leemus            |                            |
| ۱۹۹۵ | قاتل زنجیره ای                          | William Lucian Morrano | فیلم ویدئویی               |
| ۱۹۹۵ | برنده و بازنده                          | داگ کلی                |                            |
| ۱۹۹۶ | Cheyenne                                | Marshal Toynbee        |                            |
| ۱۹۹۸ | Brown's Requiem                         | Stan the Man           |                            |
| ۱۹۹۸ | تحویل شبانه                             | John Dwayne Beezly     |                            |
| ۱۹۹۸ | بهترین بهترین‌ها ۴: بدون هشدار           | Lukast Slava           |                            |
| ۱۹۹۹ | طبقه چهارم                              | The Locksmith          |                            |
| ۲۰۰۰ | به سوی الدورادو                         | Zaragoza               | صدا                        |
| ۲۰۰۱ | همسایه خوب                              | Geoffrey Martin        |                            |
| ۲۰۰۲ | بازی قدرت                               | Clemens                |                            |
| ۲۰۰۲ | ماسک سیاه ۲: شهر ماسک                   | Moloch                 |                            |
| ۲۰۰۴ | اره                                     | جان کرامر / جیگ‌ساو     |                            |
| ۲۰۰۵ | اره ۲                                   | جان کرامر / جیگ‌ساو     |                            |
| ۲۰۰۶ | اره ۳                                   | جان کرامر / جیگ‌ساو     |                            |
| ۲۰۰۷ | Buried Alive                            | Lester                 |                            |
| ۲۰۰۷ | طعمه ۲: اغوای بیگانه                    | پروفسور اروین بوکتون   | فیلم ویدئویی               |
| ۲۰۰۷ | The Haunting Hour: Don't Think About It | The Stranger           | فیلم ویدئویی               |
| ۲۰۰۷ | لولوخورخوره ۲                           | Dr. Mitchell Allen     | Supporting role            |
| ۲۰۰۷ | اره ۴                                   | جان کرامر / جیگ‌ساو     |                            |
| ۲۰۰۸ | اره ۵                                   | جان کرامر / جیگ‌ساو     |                            |
| ۲۰۰۹ | اره ۶                                   | جان کرامر / جیگ‌ساو     |                            |
| ۲۰۱۰ | اره سه‌بعدی                              | جان کرامر / جیگ‌ساو     |                            |
| ۲۰۱۴ | خانه تاریک                              | ست                     |                            |
| ۲۰۱۴ | Finders Keepers                         | Dr. Freeman            |                            |
| ۲۰۱۵ | هاله پوچ                                | Smashmouth             |                            |
| ۲۰۱۵ | تعطیلات خانواده منسون                   | Blackbird              |                            |
| ۲۰۱۶ | زمان رنگین کمانی                        | پیتر                   |                            |
| ۲۰۱۷ | اره‌مویی                                 | جان کرامر / جیگ‌ساو     |                            |
| ۲۰۱۷ | عمق ۱۲ فوت                              | مک گرادی               |                            |
| ۲۰۲۰ | تماس                                    | ادوارد کرانستون        |                            |
| ۲۰۲۳ | اره ۱۰                                  | جان کرامر / جیگ‌ساو     |                            |

### تلویزیون
| سال       | عنوان                                                | نقش                       | یادداشت |
| --------- | ---------------------------------------------------- | ------------------------- | --- |
| ۱۹۸۸      | ایکوالایزر                                           |                           | قسمت: "The Day of the Covenant"                                                                                                 |
| ۱۹۸۹      | Perfect Witness                                      | Dillon                    | تله‌فیلم |
| ۱۹۹۰      | Alien Nation                                         | Brian Knox                | قسمت: "Crossing the Line" |
| ۱۹۹۰      | Jake and the Fatman                                  | Vic                       | قسمت: "More Than You Know" |
| ۱۹۹۰      | Broken Badges                                        | Martin Valentine          | قسمت: "خلبان" |
| ۱۹۹۱      | Love, Lies and Murder                                | Al Stutz                  | تله‌فیلم |
| ۱۹۹۱      | The 100 Lives of Black Jack Savage                   |                           | تله‌فیلم |
| ۱۹۹۱      | Disney Presents The 100 Lives of Black Jack Savage   | Tony Gianini              | قسمت: "خلبان" |
| ۱۹۹۱      | Vendetta: Secrets of a Mafia Bride                   | Barman                    | تله‌فیلم |
| ۱۹۹۲      | Mann & Machine                                       | Richards                  | قسمت: "No Pain, No Gain" |
| ۱۹۹۲      | Calendar Girl, Cop, Killer? The Bambi Bembenek Story |                           | تله‌فیلم |
| ۱۹۹۲      | Silk Stalkings                                       | Emil Rossler              | قسمت: "سنگ‌های داغ" |
| ۱۹۹۳      | ساینفلد                                              | Ron                       | قسمت: "پیرمرد" |
| ۱۹۹۳      | Sex, Love, and Cold Hard Cash                        | Mansfield                 | تله‌فیلم |
| ۱۹۹۳      | NYPD Blue                                            | Donald Selness            | قسمت‌ها: "Personal Foul" "He's Not Guilty, He's My Brother"                                                                      |
| ۱۹۹۴      | Deep Red                                             | Warren Rickman            | تله‌فیلم |
| ۱۹۹۴      | Dead Man's Revenge                                   | Bullock                   | تله‌فیلم |
| ۱۹۹۴      | ای‌آر (ER)                                            | مدیر بیمارستان            | قسمت: "روز اول" |
| ۱۹۹۴      | Mortal Fear                                          | Dr. Alvin Hayes           | تله‌فیلم |
| ۱۹۹۴      | New Eden                                             | Ares                      | تله‌فیلم |
| ۱۹۹۵      | Under Suspicion                                      | Ron O'Keefe               | قسمت: "A Haunting Case" |
| ۱۹۹۶      | The Babysitter's Seduction                           | Det. Frank O'Keefe        | تله‌فیلم |
| ۱۹۹۶      | The Lazarus Man                                      |                           | قسمت: "Among the Dead" |
| ۱۹۹۶      | Murder One                                           | Jerry Albanese            | قسمت: "فصل بیست و دو" |
| ۱۹۹۶      | Unabomber: The True Story                            | تد کزینسکی                | تله‌فیلم |
| ۱۹۹۶      | Chicago Hope                                         | Luther Evans              | قسمت: "زمان کشتن" |
| ۱۹۹۷      | La Femme Nikita                                      | Perry Bauer               | قسمت: "عشق" |
| ۱۹۹۷      | Nash Bridges                                         | William Boyd              | قسمت: "بازپرداخت" |
| ۱۹۹۸      | دروازه ستارگان اس‌جی-۱                                | Omoc                      | زمان: "معما" |
| ۱۹۹۸      | One Hot Summer Night                                 | Vincent "Coupe" De Ville  | تله‌فیلم |
| ۱۹۹۸      | Walker, Texas Ranger                                 | Karl Storm                | قسمت‌ها: "عروسی: قسمت ۱" "عروسی: قسمت ۲"                                                                                         |
| ۱۹۹۸      | Vengeance Unlimited                                  | Teddy Hix                 | قسمت: "پایان تلخ" |
| ۱۹۹۹      | Strange World                                        | Owen Sassen               | قسمت: "الیزا" |
| ۱۹۹۹      | The Pretender                                        | Mr. White                 | قسمت: "تغییر جهان" |
| ۲۰۰۰      | پرونده‌های ایکس                                       | Darryl Weaver             | قسمت: "Brand X" |
| ۲۰۰۰      | Harsh Realm                                          | Slater                    | قسمت: "تجدید دیدار" |
| ۲۰۰۱      | Once and Again                                       | Man in Suit               | قسمت: "Aaron's Getting Better"                                                                                                  |
| ۲۰۰۱      | سوپرانوز                                             | Maj. Carl Zwingli         | قسمت: "Army of One" |
| ۲۰۰۱      | نگهبان                                               |                           | قسمت: "The Funnies" |
| ۲۰۰۱      | آلیاس                                                | SD-6 Agent Karl Dreyer    | قسمت‌ها: "Time Will Tell" "Mea Culpa                                                                                             |
| ۲۰۰۲      | افسون‌شده                                             | Orin                      | قسمت: "The Eyes Have It" |
| ۲۰۰۲      | بال غربی                                             | Colonel Whitcomb          | قسمت: " Process Stories " |
| ۲۰۰۳      | ۲۴                                                   | Peter Kingsley            | قسمت‌ها: "روز ۲: ۲:۰۰ ق.ظ. -۳:۰۰ ق.ظ." "روز ۲: ۳:۰۰ ق.ظ. -۴:۰۰ ق.ظ." "روز ۲: ۶:۰۰ ق.ظ. -۷:۰۰ ق.ظ." "روز ۲: ۷:۰۰ ق.ظ. -۸:۰۰ ق.ظ." |
| ۲۰۰۴      | Revelations                                          | Nathan Volk               | ۵ قسمت |
| ۲۰۰۷      | The Kill Point                                       | Alan Beck                 | ۶ قسمت |
| ۲۰۱۴      | ذهن‌های مجرم                                          | Malachi Lee               | قسمت: "روابط خون" |
| ۲۰۱۴      | Wilfred                                              | Charles                   | قسمت: «شادی» |
| ۲۰۱۶      | روزهای زندگی ما                                      | Yo Ling                   | |
| ۲۰۱۶–۲۰۱۷ | فلش                                                  | دکتر آلکمی، Savitar (صدا) | ۱۵ قسمت |

### بازی‌های ویدئویی
| سال  | عنوان             | نقش                      | یادداشت |
| ---- | ----------------- | ------------------------ | ------- |
| ۲۰۰۹ | اره               | جان کرامر / جیگ‌ساو (صدا) |         |
| ۲۰۱۰ | اره ۲: گوشت و خون | جان کرامر / جیگ‌ساو (صدا) |         |

## جوایز
| سال  | جایزه                            | دسته‌بندی                                              | فیلم            | نتیجه    |
| ---- | -------------------------------- | ----------------------------------------------------- | --------------- | -------- |
| ۲۰۰۶ | Fuse/Fangoria Chainsaw Award     | Best Villain                                          | اره ۲           | برنده    |
| ۲۰۰۶ | جایزه سینمایی و تلویزیونی ام‌تی‌وی | جایزه سینمایی ام‌تی‌وی بهترین نقش منفی                  | اره ۲           | نامزدشده |
| ۲۰۰۶ | Scream Award                     | Scream Award for Best Villain                         | اره ۲           | نامزدشده |
| ۲۰۰۷ | MTV Movie Award                  | MTV Movie Award for Best Villain                      | اره ۳           | نامزدشده |
| ۲۰۰۷ | Scream Award                     | Scream Award for Best Villain                         | اره ۳           | نامزدشده |
| ۲۰۰۸ | Scream Award                     | Scream Award for Best Villain                         | اره ۴           | نامزدشده |
| ۲۰۰۹ | Chiller-Eyegore Award            | Best Villain in a Series Award                        | مجموعه‌فیلم اره  | برنده    |
| ۲۰۱۷ | Daytime Emmy Award               | Outstanding Special Guest Performer in a Drama Series | روزهای زندگی ما | نامزدشده |